# سيسليثانيا
سيسليثانيا ( (بالألمانية: Cisleithanien)‏، أيضا Zisleithanien ، (بالمجرية: Ciszlajtánia)‏، (بالتشيكية: Předlitavsko)‏، (بالسلوفاكية: Predlitavsko)‏، (بالبولندية: Przedlitawia)‏، (بالكرواتية: Cislajtanija)‏، (بالصربية: Цислајтанија)‏ (بالسلوفينية: Cislajtanija)‏، (بالرومانية: Cisleithania)‏، (بالأوكرانية: Цислейтанія)‏، حرفي: تسيليتانيا، (بالإيطالية: Cisleitania)‏ دلالة شائعة ولكنها غير رسمية للجزء الشمالي والغرب من النمسا والمجر، والملكية المزدوجة التي تم إنشاؤها في تسوية عام 1867 - تتميز عن ترانسليثانيا، أي الأراضي المجرية لتاج سانت ستيفن شرق («ما وراء») نهر لايثا.
كانت عاصمة سيسليثيان فيينا مقر إقامة الإمبراطور النمساوي. كان عدد سكان الإقليم 28571900 في عام 1910. وصلت من فورارلبرغ في الغرب إلى مملكة غاليسيا ولودوميريا ودوقية بوكوفينا (اليوم جزء من أوكرانيا ورومانيا ) في الشرق، وكذلك من مملكة بوهيميا في الشمال إلى مملكة دالماتيا (جزء اليوم من كرواتيا ) في الجنوب. وهي تضم ولايات النمسا الحالية (باستثناء بورغنلاند )، فضلاً عن معظم أراضي الجمهورية التشيكية وسلوفينيا (باستثناء بريكموري )، وجنوب بولندا وأجزاء من إيطاليا ( ترييستي، وغوريزيا، وترينتينو ألتو أديجي / سودتييرول ) وكرواتيا ( إستريا ودالماتيا ) والجبل الأسود ( خليج كوتور ) وأوكرانيا ( بوكوفينا ).

## مصطلح

معطف أذرع أقل من الأراضي النمساوية من عام 1915، ويضم النسر الإمبراطوري برأسين مع شعار أحمر-أبيض-أحمر، التاج الإمبراطوري و Imperial Regalia

الاسم اللاتيني سيسليثانيا مشتق من اسم نهر ليتا،  رافد لنهر الدانوب يشكل الحدود التاريخية بين الأرشيدوقية في النمسا والمملكة الهنغارية في المنطقة الواقعة جنوب شرق فيينا (في الطريق إلى بودابست ). تقع معظم أراضيها غربًا (أو، من وجهة نظر فيينا، على «هذا» الجانب) من لايثا.

## أراضي التاج

### ممالك
- Kingdom of Bohemia (Land of the Bohemian Crown)
- Kingdom of Dalmatia
- Kingdom of Galicia and Lodomeria

### Archduchies
- Archduchy of Austria above the Enns
- Archduchy of Austria below the Enns

### الدوقات الكبرى
- Grand Duchy of Cracow (Subdivision of Galicia and Lodomeria)

### الدوقيات
- Duchy of Bukovina
- Duchy of Carinthia
- Duchy of Carniola
- Duchy of Salzburg
- Duchy of Silesia (Land of the Bohemian Crown)
- Duchy of Styria

### Margraviates
- Margraviate of Istria (Part of the Austrian Littoral)
- Margraviate of Moravia (Land of the Bohemian Crown)

### المقاطعات الأميرية
- Princely County of Gorizia and Gradisca (Part of the Austrian Littoral)
- Princely County of Tyrol
- Princely County of Vorarlberg

### سيادة مشتركة
- Condominium of Bosnia and Herzegovina (Governed Jointly by Cisleithania and Transleithania)